# Rhinotitan
Rhinotitan ist eine ausgestorbene Gattung der Brontotherien, die vorwiegend in Ostasien nachgewiesen ist und im Mittleren Eozän vor 41 bis 37 Millionen Jahren lebte. Innerhalb der Brontotherien repräsentierte sie einen eher großen Vertreter dieser fossilen Unpaarhufergruppe, der allerdings nicht über so ausgeprägte knöcherne Hörner wie die späteren Formen verfügte. Der überwiegende Teil der Funde wurde 1922 bis 1923 während der dritten asiatischen Expedition des American Museum of Natural History in der Inneren Mongolei entdeckt.

## Merkmale

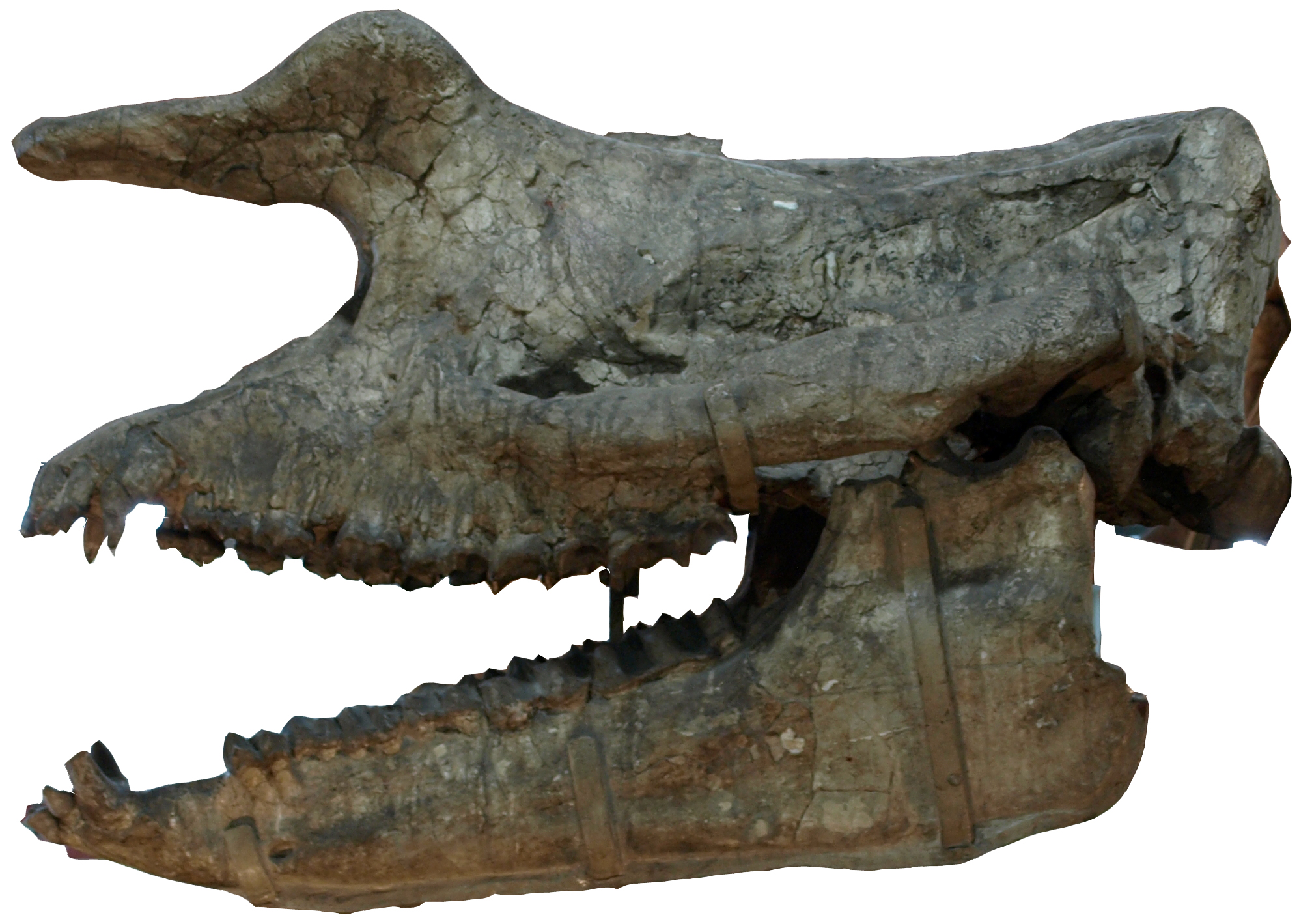
Schädel von Rhinotitan

Rhinotitan war ein großer Vertreter der Brontotherien, erreichte aber nicht die Größe von Embolotherium oder Megacerops. Charakteristisch war der zwischen 66 und 78 cm lange Schädel, der relativ schmal gestaltet war und wenig ausladende Jochbeinbögen aufwies. Im Gegensatz zu anderen horntragenden Formen besaß der Schädel an der Stirnlinie keine so deutliche Einsattelung. Auch war das Hinterhauptsbein nicht so markant verlängert, sondern eher rechtwinklig gestaltet. Das Nasenbein verlief gerade und war kaum gebogen. Im Bereich der charakteristischen knöchernen Hörner am Übergang vom Nasen- zum Stirnbein waren beide Knochen deutlich verbreitert. Die Hörner selbst hatten eine langovale Form und ragten schräg in einem Winkel von 45° nach oben, stellten allerdings nur leichte Erhöhungen dar. Sie waren deutlich voneinander getrennt und ragten vor der Orbita auf. Diese wiederum lag vergleichbar mit Embolotherium oberhalb des zweiten Molaren. Der Zwischenkieferknochen wies eine abwärts gerichtete Form auf, der Naseninnenraum zwischen diesem und dem Nasenbein war sehr ausgedehnt und reichte bis zum hintersten Prämolaren.
Der massive Unterkiefer erreichte eine Länge von 54 bis 61 cm und konnte bis zu 13 cm hoch werden. Das Gebiss wies die vollständige Anzahl an Zähnen der frühen Säugetiere auf, wodurch sich folgende Zahnformel ergibt: {\displaystyle {\frac {3.1.4.3}{3.1.4.3}}}. Die jeweils beiden inneren Schneidezähne besaßen eine halbkugelige bis löffelartige Form und waren relativ klein, der äußere dagegen war konisch spitz und größer. Er ähnelte dadurch dem ihm direkt folgenden Eckzahn, der aber eine noch größere Gestalt hatte. Das sich daran anschließende Diastema erreichte eine Weite von 2,5 bis 4 cm. Die Backenzähne nahmen von vorne nach hinten an Größe zu, waren aber allgemein niederkronig (brachyodont). Die hinteren Prämolaren waren teilweise molarisiert, während die hinteren Backenzähne eine deutliche Längsstreckung besaßen. Der letzte Molar konnte über 8 cm lang werden. Charakteristisch für Brontotherien war auch der W-förmige Verlauf des Zahnschmelzes auf der Kauoberfläche der oberen Molaren.
Das postcraniale Skelett ist teilweise bekannt, die Gliedmaßen ähnelten jenen der anderen Brontotherien und endeten vorn in vier, hinten in drei Strahlen. Dieses urtümliche Merkmal der Unpaarhufer ist heute lediglich noch von den Tapiren bekannt. Der Oberarmknochen maß knapp 50 cm, der Radius 48 cm. Längster Langknochen war der Oberschenkelknochen mit knapp 68 cm, während das Schienbein noch 46 cm erreichte. Sowohl bei Händen als auch Füßen war der Mittelstrahl (Metapodium III) am stärksten ausgebildet. Charakteristisch für zahlreiche Unpaarhufer war der Vorderfuß etwas größer als der Hinterfuß. So erreichte der Metacarpus III 21 cm, der Metatarsus III 20 cm Länge.

## Fundstellen
Funde von Rhinotitan sind nur aus dem nördlichen Ostasien bekannt, bedeutende Fundstellen liegen in der chinesischen autonomen Region Innere Mongolei. Die ersten Funde kamen 1922 und 1923 während der Third Asiatic Expedition of the American Museum of Natural History zu Tage und wurden im Erlian-Becken nahe Ula Usu und Baron Sog entdeckt. Sie lagerten in der Shara-Murun-Formation, welche dem Mittleren Eozän angehört. Dabei wurden allein 17 Funde entdeckt, darunter drei vollständige Schädel, mehrere Unterkiefer und Reste von Vorder- und Hinterbeinen. Ein Unterkieferfragment gehörte zu den ersten Brontotherien-Fossilien, die das American Museum of Natural History 1923 erreichten, und diente Henry Fairfield Osborn zur Erstbeschreibung von Rhinotitan mongoliensis (damals Protitanotherium mongoliense), eine Art, die heute aber weitgehend nicht mehr anerkannt ist. Zusätzliches Material wurde in der Zeit nach dem Zweiten Weltkrieg entdeckt.

## Paläobiologie
Die Eckzähne bei ausgewachsenen Individuen von Rhinotitan sind stark variabel und zeigen einen möglichen Geschlechtsdimorphismus an. Dabei können wohl die größeren und robusteren Eckzähne mit männlichen Tieren in Verbindung gebracht werden. Variierende Eckzahngrößen innerhalb der beiden Geschlechter, was auch bei anderen Brontotherien wie Gnathotitan und Parvicornus beobachtet werden konnte, sind typisch für stammesgeschichtlich ältere Tiere mit nicht vorhandenen oder nur klein ausgebildeten Hörnern, während bei den moderneren mit großen Hörnern dieser Unterschied wieder verloren ging. Auch unter den heute lebenden Huftieren sind solche dimorphen Ausbildungen des vorderen Gebisses (Eckzähne und Schneidezähne) bekannt und treten häufig bei denjenigen auf, die über keine oder nur gering ausgeprägte Kopfwaffen verfügen, etwa bei den Pferden oder in extremer Weise bei den Wasserrehen. Interpretiert werden diese Variationen mit einer polygynen Lebensweise.

## Systematik
Rhinotitan ist eine Gattung aus der Familie der Brontotheriidae (ursprünglich Titanotheriidae). Diese stellen urtümliche Unpaarhufer dar, die aufgrund des Zahnbaus eine taxonomische Nähe zu den heutigen Pferde besitzen. Innerhalb der Brontotherien gehört Rhinotitan der Unterfamilie der Brontotheriinae und zur Untertribus der Brontotheriina, die wiederum Teil der Tribus der Brontotheriini sind. Die Tribus der Brontotheriini hatte ursprünglich Bryn J. Mader als Unterfamilie der Telmatheriinae eingeführt, sie enthielt alle nordamerikanischen Brontotherien mit leichten Hornansätzen. Er benannte die Familie aber in einer späteren Untersuchung in Brontotheriinae um. Matthew C. Mihlbachler setzte diese Unterfamilie 2008 auf den Rang der Tribus, welche nun alle Brontotherien sowohl aus Nordamerika als auch aus Eurasien einschließt, die Ansätze einer knöchernen Hornbildung bestehend aus den aneinander liegenden Enden des Stirn- und Nasenbeins besitzen. Die Brontotheriina als Teil der Brontotheriini tragen dabei schon deutlichere Hornbildungen. Verwandte Gattungen zu Rhinotitan sind Protitan und Protitanotherium. Aus den Brontotheriina entwickelten sich schließlich die moderneren Brontotherien mit deutlichen und großen Hornbildungen, die einerseits den Brontottheriita mit Megacerops, andererseits den Embolotheriita mit Embolotherium zugewiesen werden.
Zwei Arten von Rhinotitan werden heute anerkannt:
- R. andrewsi (Osborn, 1925)
- R. kaiseni (Osborn, 1925)

Die Funde, die während der Third Asiatic Expedition of the American Museum of Natural History entdeckt worden waren und heute zu Rhinotitan gestellt werden, hatte ursprünglich Henry Fairfield Osborn in den 1920er Jahren anderen Brontotherien-Gattungen zugewiesen, so Protitanotherium für R. andrewsi und Dolichorhinus für R. kaiseni. Den Gattungsnamen Rhinotitan etablierten Walter W. Granger und William K. Gregory 1943. Gründe dafür waren Unterschiede in der Form der Schneidezähne und des Hinterhauptsbeines, die größere Ähnlichkeiten zu anderen asiatischen Brontotherien zeigten als zu den zugewiesenen nordamerikanischen Formen. Eine von Osborn anhand eines Unterkieferfragments bestimmte dritte Art Rhinotitan mongoliensis (ursprünglich Protitanotherium mongoliense) wird heute als Nomen dubium angesehen, da das zugehörige Material kaum diagnostische Merkmale zeigt. Ähnliches gilt für die unspezifischen Zahnfunde aus einer Kohlemine nördlich von Wladiwostok, die für die Art Rhinotitan orientalis Pate standen, ebenso wie für die Zähne aus Lunan in der chinesischen Provinz Yunnan, auf deren Grundlage Rhinotitan quadridens beschrieben wurde. Für den Gattungsnamen Rhinotitan gaben Granger und Gregory 1943 keine etymologischen Bedeutung an, er setzt sich aber aus den griechischen Wörtern ῥίς (rhīs „Nase“; Genitiv ῥινός rhinós) und Τιτάν (Titán „Titan“ oder „Riese“) zusammen.